# 이븐 루시드
아불 왈리드 무함마드 이븐 아흐마드 이븐 루시드 또는 아베로에스(아랍어: أبو الوليد محمد ابن احمد ابن رشد, 라틴어: Averroës 아베로에스[*], 1126년~1198년)은 스페인의 아랍계 철학자·의학자이다.

## 생애
코르도바의 유명한 법학자 가문에서 출생하였고, 그곳에서 신학·법학·의학·철학 등에 깊은 교양을 쌓았다. 세비야에서 법관을 지낸 일도 있으며, 이븐 투파일의 추천을 받아 알모하드 왕조의 시의(侍醫)에 등용되었으며, 또 코르도바의 법관에도 임명되었다. 그러나 그의 철학 때문에 정통파 신학자와 일반인으로부터 백안시당했고, 만년에는 모로코 마라케시로 옮겨가 72세로 그 곳에서 객사하였다.

## 업적

Colliget

장년 때부터 계속해서 아리스토텔레스의 모든 저작의 주해(註解)를 완성하였는데, 그 중에 현존하는 것도 적지 않다. 아리스토텔레스의 사상을 가장 바르게 복원(復元)하려고 한 것이 그의 일생의 목표였기 때문에 주해도 한 책에 대하여 대·중·소의 3부를 만드는 경우가 있었다. 알가잘리가 《철학자의 부조리》(تهافت الفلاسفة 타하풋 알팔라시파[*])를 쓴 데 대해 다시 그 반론으로서 《부조리의 부조리》(아랍어: تهافت التهافت 타하풋 알타하풋[*])를 저작하였다. 이 책에서 이븐 루시드는 종교와 철학 둘 다 동일한 진리에 도달함을 목적으로 하기 때문에 서로 충돌하지 않는다고 주장하였다.
이븐 루시드는 아리스토텔레스의 철학을 보존하고 발전시켜 유럽의 르네상스에 크게 공헌하였다. 단테도 《신곡》에서 그를 다음과 같이 칭찬하였다.
| “ | Averrois, che’l gran comento feo 아베로이스, 켈 그란 코멘토 페오[*] 위대한 주해를 저술한 이븐 루시드 | ” |
|   | — 《지옥》IV, 144                                                                                    |   |

## 한국어 번역
- 이재경 옮김, 《결정적 논고》, 책세상, 2024년 9월 20일